# デジタルツイン
デジタルツイン(英: Digital twin)とは、さまざまな目的で使用できる物理的資産、プロセス、人、場所、システムおよびデバイスのデジタル複製を指す。

## 定義
研究で用いられているデジタルツインの定義は、2つの重要な特徴が挙げられる。
1. 物理モデルと対応する仮想モデルとの間の接続に重点を置く[3]。
2. この接続は、センサを用いてリアルタイムデータを生成することによって確立される[4]。

| 定義 | 著者                                                                                   |
| --- | -------------------------------------------------------------------------------------- |
| "デジタルツインは実空間に対応するライフサイクルを反映するためのマルチフィジックスかつマルチスケールな統合システム。実オブジェクトに対応する物理モデル、センシング、それらの履歴などを利用し統合したシステム群により構築される。" | Glaessgen&Stargel,(2012)                                                               |
| "クラウドプラットフォームで動作する実機の結合モデルであり、データ駆動分析アルゴリズムと他の利用可能な物理的知識の両方から統合された知識で損耗状態をシミュレートする"                                                             | Lee、Lapira、Bagheri、Kao(2013)                                                        |
| "デジタルツインは、物理データ、仮想データ、およびそれらの間の相互作用データを使用して、製品ライフサイクルのすべてのコンポーネントを実際にマッピングしたもの"                                                                     | Tao、Sui、Liu、Qi、Zhang、Song、Guo、Lu＆Nee(2018年)                                   |
| "理解、学習、推論を可能にするリアルタイムのデータを使用して、ライフサイクル全体にわたる物理的なオブジェクトまたはシステムの動的な仮想表現"                                                                                       | ボルトン、マッコール・ケネディ、チョン、ガレン、オーシンガー、ヴィテル＆ザキー(2018年) |
| "物理システムのデジタルコピーを使用してリアルタイム最適化を実行する" | Söderberg,Wärmefjord,Carlson,J.S.,&Lindkvist,L.(2017)                                  |
| "デジタルツインは、物理デバイスのリアルタイムデジタルレプリカ" | Bacchiega(2017)                                                                        |

## 概念
デジタルツインの概念は、クロスリアリティ環境やコスペース、ミラーモデルなどの他の概念と比較することができる。
デジタルツインは、モノのインターネット (IoT)、人工知能、機械学習、ソフトウェア分析を空間ネットワークグラフと統合して、物理的な対応物の変化に応じて更新および変化する生きたデジタルシミュレーションモデルを作成する。デジタルツインは、複数のソースから継続的に学習および更新して、ほぼリアルタイムのステータス、作業状態、または位置を表現する。この学習システムは、動作状態のさまざまな側面を伝えるセンサーデータや、深く関連する業界領域の知識を持つエンジニアなどの人間の専門家から学習する。また、デジタルツインは、過去のマシンの使用状況からの履歴データを統合して、デジタルモデルに組み込む。
さまざまな産業部門で、デジタルツインは物理的資産、システム、製造プロセスの運用と保守を最適化するために使用されている。これらは、物理的なオブジェクトが他のマシンや人々と仮想的に共存および相互作用できる産業用モノのインターネット（IIoT）の形成技術である 。IoTのコンテキストでは、これらは「サイバーオブジェクト」または「デジタルアバター」とも呼ばれる。デジタルツインは、サイバーフィジカルシステムのコンポーネントでもある。
2021年のシステマティックレビューでは、デジタルツインと人工知能の組み合わせは依然として困難であったと報告されている。

## デジタルツインの仕組み
インターネットに接続した機器などを活用して現実空間の情報を取得し、サイバー空間内に現実空間の環境を再現することを、デジタルツインと呼びます。
デジタルツインは、2002年に米ミシガン大学のマイケル・グリーブスによって広く提唱された概念です。現実世界と対になる双子をデジタル空間上に構築し、モニタリングやシミュレーションを可能にする仕組みの事を言います。

## 関連技術
- 有限要素法
- サイバーフィジカルシステム
- インダストリー4.0、インダストリアルインターネット、ソサエティー5.0
- モノのインターネット
- BIM
- 点群 (データ形式)
- 測域センサ、三次元測定機、LIDAR
- 国家座標
- フォトグラメトリー
- ダイナミックマップ